# Мурі (Луунья)
Му́рі (ест. Muri küla) — село в Естонії, у волості Луунья повіту Тартумаа.

## Населення
Чисельність населення на 31 грудня 2011 року становила 54 особи.

## Географія
Через населений пункт проходить автошлях 22253 (Рииму — Війра).